# Sipelgarahu
Sipelgarahu est une île d'Estonie en Väinameri.

## Géographie

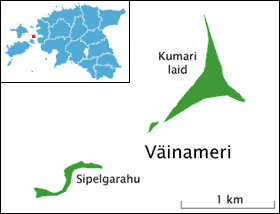
Localisation

Située à 1 km de Kumari, réserve naturelle, elle fait partie du parc national de Matsalu. Dépourvue d'arbre, rocheuse et sableuse, elle est un lieu de nidification des cormorans.
L'île est interdite au public, à l'exception de la recherche scientifique ainsi que ses alentours (500 m au large), sauf à des fins de recherche, de surveillance et de sauvetage.